# Erlend Hanstveit
Erlend Hanstveit (Bergen, 28 gennaio 1981) è un ex calciatore norvegese, di ruolo difensore.

## Caratteristiche tecniche
Hanstveit può giocare da terzino sinistro o da difensore centrale. È un calciatore rapido e bravo nel gioco aereo. Inoltre, il suo piene sinistro è in grado di fornire buoni assist ai suoi compagni di squadra. Piuttosto veloce, è dotato di un forte spirito battagliero.

## Carriera

### Club

#### Brann
Hanstveit ha cominciato la sua carriera con la maglia del Brann. Ha debuttato nell'Eliteserien il 20 settembre 1998, quando è subentrato a Thorstein Helstad nella vittoria per 2-3 in casa dell'Haugesund. Il 30 giugno 1999 ha segnato la prima rete della sua carriera, nel successo per 1-3 sul campo del Vålerenga, in un incontro valido per l'edizione stagionale del Norgesmesterskapet. Nelle prime tre stagioni al club, però, il suo spazio è stato limitato. Dal campionato 2001, invece, il suo minutaggio è aumentato. Nella stessa stagione, precisamente in data 29 aprile, ha segnato la prima rete nella massima divisione norvegese, nella sconfitta per 3-4 contro il Bryne. Il 25 settembre 2001 ha esordito nelle competizioni europee per club, venendo schierato titolare nel pareggio a reti inviolate contro il Levski Sofia. Ha vinto il Norgesmesterskapet 2004 (suo primo trofeo da professionista), venendo schierato titolare nella finale contro il Lyn Oslo, vinta per 4-1. Ha giocato 19 incontri nel campionato 2007, che è stato poi vinto dal Brann. Il 2 agosto 2007 ha segnato la prima marcatura europea, nel 6-3 inflitto ai gallesi del Carmarthen Town. Nell'annata successiva, la dirigenza del Brann si è occupata di trattare il rinnovo del contratto di Hanstveit, poiché l'accordo in vigore sarebbe scaduto a fine anno. Roald Bruun-Hanssen, direttore sportivo del club norvegese, ha manifestato la volontà della società di raggiungere un accordo. Il difensore non ha voluto però prolungare il suo rapporto con il Brann, dichiarando di voler guardarsi attorno per cercare nuove proposte. Nel frattempo, il 18 settembre 2008 si è procurato un calcio di rigore nella sfida valida per il primo turno di Coppa UEFA, poi realizzato da Ólafur Örn Bjarnason, contribuendo in questo modo al successo casalingo per 2-0 sugli spagnoli del Deportivo. A dicembre 2008, con il contratto in scadenza a fine mese, è stata definitivamente chiara la sua scelta di lasciare il Brann. Hanstveit ha sostenuto infatti un provino con gli scozzesi del Celtic, che però non ha portato a nessun accordo.

#### Gent
Il difensore si è accordato poi con i belgi del Gent, trasferendosi nella nuova squadra a parametro zero. È diventato il quarto norvegese della storia del club, dopo Tore André Dahlum, Morten Pedersen (anch'egli ex calciatore del Brann) e Ole Martin Årst. Hanstveit ha firmato un contratto della durata di due anni e mezzo. Il debutto nella Jupiler Pro League è avvenuto il 1º febbraio 2009, quando è stato schierato titolare nel successo per 2-5 sul campo dello Charleroi. L'anno successivo, ha contribuito al successo nella Coppa del Belgio 2009-2010, sebbene non fosse in campo nella finale vinta con il punteggio di 3-0 sul Cercle Brugge. Questo risultato ha permesso al Gent di contendere la Supercoppa del Belgio 2010 all'Anderlecht e Hanstveit ha sostituito Stef Wils all'inizio del secondo tempo della sfida, persa per 1-0.
Alla fine del campionato 2010-2011, Hanstveit si è svincolato dal club belga.

#### Helsingborg
Il 24 agosto 2011 è stato reso noto il suo trasferimento all'Helsingborg. Il calciatore ed il suo nuovo club si sono accordati per un contratto della durata di due anni e mezzo.

#### Ritorno al Brann
Il 20 dicembre 2013, è stato reso noto ufficialmente che Hanstveit sarebbe tornato al Brann a partire dal 1º gennaio 2014, legandosi al club con un contratto biennale. Ha scelto la maglia numero 3. Il 23 gennaio 2014, è stato nominato capitano.
Il 21 ottobre 2015, in virtù della vittoria del Sogndal sul Kristiansund nel recupero della 27ª giornata di campionato, il Brann ha matematicamente conquistato la promozione in Eliteserien con due giornate d'anticipo sulla fine della stagione. Il 27 ottobre, ha annunciato il suo ritiro dal calcio professionistico, ma non ha escluso di poter continuare l'attività a livello amatoriale.

### Nazionale
Hanstveit ha giocato 27 partite per la Norvegia under 21. Ha esordito il 31 maggio 2000, nel pareggio per 2-2 contro la Germania under 21. Ha vestito la maglia della Nazionale norvegese in 5 occasioni, la prima delle quali in data 28 gennaio 2004: ha giocato infatti nel successo per 5-2 su Singapore. Le sue presenze sono state sporadiche, poiché chiuso da John Arne Riise.

## Statistiche

### Presenze e reti nei club
Statistiche aggiornate al 1º novembre 2015.
| Stagione           | Club               | Campionato         | Campionato | Campionato | Coppe nazionali | Coppe nazionali | Coppe nazionali | Coppe continentali | Coppe continentali | Coppe continentali | Supercoppe | Supercoppe | Supercoppe | Totale | Totale |
| Stagione           | Club               | Comp               | Pres       | Reti       | Comp            | Pres            | Reti            | Comp               | Pres               | Reti               | Comp       | Pres       | Reti       | Pres   | Reti   |
| ------------------ | ------------------ | ------------------ | ---------- | ---------- | --------------- | --------------- | --------------- | ------------------ | ------------------ | ------------------ | ---------- | ---------- | ---------- | ------ | ------ |
| 1998               | Brann              | ES                 | 4          | 0          | CN              | 0               | 0               | CU                 | 0                  | 0                  | -          | -          | -          | 4      | 0      |
| 1999               | Brann              | ES                 | 11         | 0          | CN              | 4               | 1               | -                  | -                  | -                  | -          | -          | -          | 15     | 1      |
| 2000               | Brann              | ES                 | 8          | 0          | CN              | 0               | 0               | CU                 | 0                  | 0                  | -          | -          | -          | 8      | 0      |
| 2001               | Brann              | ES                 | 24         | 1          | CN              | 4               | 0               | UCL                | 2                  | 0                  | -          | -          | -          | 30     | 1      |
| 2002               | Brann              | ES                 | 23         | 4          | CN              | 3               | 0               | CU                 | 1                  | 0                  | -          | -          | -          | 27     | 4      |
| 2003               | Brann              | ES                 | 17         | 2          | CN              | 2               | 0               | -                  | -                  | -                  | -          | -          | -          | 19     | 2      |
| 2004               | Brann              | ES                 | 24         | 0          | CN              | 5               | 2               | -                  | -                  | -                  | -          | -          | -          | 29     | 2      |
| 2005               | Brann              | ES                 | 22         | 1          | CN              | 4               | 2               | CU                 | 4                  | 0                  | -          | -          | -          | 30     | 3      |
| 2006               | Brann              | ES                 | 24         | 0          | CN              | 3               | 0               | CU                 | 4                  | 0                  | -          | -          | -          | 31     | 0      |
| 2007               | Brann              | ES                 | 19         | 0          | CN              | 4               | 0               | CU                 | 5                  | 1                  | -          | -          | -          | 28     | 1      |
| 2008               | Brann              | ES                 | 26         | 0          | CN              | 3               | 1               | UCL+CU             | 4+2                | 0                  | -          | -          | -          | 35     | 1      |
| gen.-giu. 2009     | Gent               | D1                 | 12         | 0          | CB              | 1               | 0               | CU                 | 0                  | 0                  | -          | -          | -          | 13     | 0      |
| 2009-2010          | Gent               | D1                 | 24         | 0          | CB              | 5               | 0               | UEL                | 4                  | 0                  | -          | -          | -          | 33     | 0      |
| 2010-2011          | Gent               | D1                 | 14         | 0          | CB              | 3               | 0               | UEL                | 5                  | 0                  | SB         | 1          | 0          | 23     | 0      |
| Totale Gent        | Totale Gent        | Totale Gent        | 50         | 0          |                 | 9               | 0               |                    | 9                  | 0                  |            | 1          | 0          | 69     | 0      |
| ago.-dic. 2011     | Helsingborg        | A                  | 7          | 1          | CS              | 2               | 0               | UEL                | -                  | -                  | -          | -          | -          | 9      | 1      |
| 2012               | Helsingborg        | A                  | 16         | 0          | CS              | 5               | 0               | UCL+UEL            | 1+3                | 0                  | -          | -          | -          | 25     | 0      |
| 2013               | Helsingborg        | A                  | 29         | 0          | CS              | 1               | 0               | -                  | -                  | -                  | -          | -          | -          | 30     | 0      |
| Totale Helsingborg | Totale Helsingborg | Totale Helsingborg | 52         | 1          |                 | 7               | 0               |                    | 4                  | 0                  |            | -          | -          | 63     | 1      |
| 2014               | Brann              | ES                 | 22+2       | 1+0        | CN              | 5               | 0               | -                  | -                  | -                  | -          | -          | -          | 29     | 1      |
| 2015               | Brann              | 1D                 | 7          | 0          | CN              | 2               | 0               | -                  | -                  | -                  | -          | -          | -          | 9      | 0      |
| Totale Brann       | Totale Brann       | Totale Brann       | 231+2      | 9+0        |                 | 39              | 6               |                    | 22                 | 1                  |            | -          | -          | 294    | 16     |
| Totale             | Totale             | Totale             | 333+2      | 12+0       |                 | 53              | 6               |                    | 35                 | 1                  |            | 1          | 0          | 426    | 17     |

### Cronologia presenze e reti in nazionale
| Cronologia completa delle presenze e delle reti in nazionale ― Norvegia | Cronologia completa delle presenze e delle reti in nazionale ― Norvegia | Cronologia completa delle presenze e delle reti in nazionale ― Norvegia | Cronologia completa delle presenze e delle reti in nazionale ― Norvegia | Cronologia completa delle presenze e delle reti in nazionale ― Norvegia | Cronologia completa delle presenze e delle reti in nazionale ― Norvegia | Cronologia completa delle presenze e delle reti in nazionale ― Norvegia | Cronologia completa delle presenze e delle reti in nazionale ― Norvegia |
| Data                                                                    | Città                                                                   | In casa                                                                 | Risultato                                                               | Ospiti                                                                  | Competizione                                                            | Reti                                                                    | Note                                                                    |
| ----------------------------------------------------------------------- | ----------------------------------------------------------------------- | ----------------------------------------------------------------------- | ----------------------------------------------------------------------- | ----------------------------------------------------------------------- | ----------------------------------------------------------------------- | ----------------------------------------------------------------------- | ----------------------------------------------------------------------- |
| 28-1-2004                                                               | Singapore                                                               | Singapore                                                               | 2 – 5                                                                   | Norvegia                                                                | Amichevole                                                              | -                                                                       |                                                                         |
| 18-2-2004                                                               | Belfast                                                                 | Irlanda del Nord                                                        | 1 – 4                                                                   | Norvegia                                                                | Amichevole                                                              | -                                                                       |                                                                         |
| 25-1-2005                                                               | Riffa                                                                   | Bahrein                                                                 | 0 – 1                                                                   | Norvegia                                                                | Amichevole                                                              | -                                                                       |                                                                         |
| 28-1-2005                                                               | Amman                                                                   | Giordania                                                               | 0 – 0                                                                   | Norvegia                                                                | Amichevole                                                              | -                                                                       |                                                                         |
| 29-1-2006                                                               | Carson                                                                  | Stati Uniti                                                             | 5 – 0                                                                   | Norvegia                                                                | Amichevole                                                              | -                                                                       |                                                                         |
| Totale                                                                  |                                                                         | Presenze                                                                | 5                                                                       |                                                                         | Reti                                                                    | 0                                                                       |                                                                         |

## Palmarès

### Club

#### Competizioni nazionali
- Campionato norvegese: 1

Brann: 2007
- Coppa di Norvegia: 1

Brann: 2004
- Coppa del Belgio: 1

Gent: 2009-2010